# Camp protohistorique de Toul-Goulic
Le camp protohistorique de Toul-Goulic est situé à Trémargat, dans les Côtes-d'Armor.

## Description
Le site est un camp fortifié qui a été installé sur un étroit promontoire surplombant le chaos naturel de Toul-Goulic. Longtemps attribué par défaut aux Romains, une fouille de sauvetage menée en 1962 a démontré que ce site, constituant un retranchement particulièrement bien adapté, était déjà occupé au Néolithique et à l'Âge du bronze.
Le matériel archéologique trouvé se compose de silex taillés, de plusieurs haches polies du type Plussulien (dont le gisement n'est situé qu'à une quinzaine de kilomètres) et de tessons de poteries datés de l'Âge du Bronze et de l'Âge du fer. Une hache à talon du Bronze moyen a aussi été découverte, à l'aplomb du camp dans la vallée du Blavet.

## Protection
Le site est inscrit au titre des monuments historiques par arrêté du 28 décembre 1965.